# 匈牙利民事結合
2009年4月20日，匈牙利國會以199票贊成、159票反對和8票棄權通過了承認同性伴侶關係登記和相關權利的法案。
7月1日，匈牙利承認同性伴侶關係的法律正式生效。

## 內部連結
- 匈牙利LGBT權益